# Дідковська Богдана Володимирівна
Богда́на Володи́мирівна Дідко́вська (нар. 20 лютого 1978 року, Київ) — письменниця, прозаїк, член НСПУ (2004), кандидат економічних наук (2007). 

## Біографічні дані
Народилася 20 лютого 1978 року в Києві.
У 2000 році закінчила Київський університет культури і мистецтв, де й викладає з 2001 року.
У 2007 році захистила кандидатську дисертацію на тему «Прогнозування розвитку зовнішньоторговельних зв'язків України з ЄС» в Інституті економіки та прогнозування НАНУ, науковим керівником  був доктор економічних наук, професор О. С. Власюк.

## Творча робота
Пише в жанрах дитячої прози та детективу. 
Авторка романів:
- «Татова доня»;
- «Усі його жінки» (обидва — 2002);
- «Обіцяю не вбивати»;
- «Остання сторінка драми» (обидва — 2004; усі — Київ).[1]